# Fosse no 8 - 8 bis des mines de Lens
La fosse no 8 - 8 bis dite Saint-Auguste ou Auguste Descamps de la Compagnie des mines de Lens est un ancien charbonnage du Bassin minier du Nord-Pas-de-Calais, situé à Vendin-le-Vieil. Les deux puits sont commencés en même temps, mais les travaux du no 8 progressent plus vite que ceux du puits no 8 bis. Des cités, des écoles, et une église sont construites à proximité de la fosse. Les installations sont détruites durant la Première Guerre mondiale. Elles sont reconstruites suivant le style architectural des mines de Lens d'après-guerre. Le puits no 8 bis est équipé notamment d'un chevalement en béton armé.
La Compagnie des mines de Lens est nationalisée en 1946, et intègre le Groupe de Lens. En 1952, ce dernier fusionne avec le Groupe de Liévin pour former le Groupe de Lens-Liévin. La fosse no 8 - 8 bis cesse d'extraire en 1958, à la suite de sa concentration sur la fosse no 11 - 19. Le puits no 8 bis est comblé en 1962, le puits no 8 l'est sept ans plus tard. Le chevalement du puits no 8 bis est détruit en 1974.
Au début du XXIe siècle, Charbonnages de France matérialise les têtes des puits nos 8 et 8 bis. Il subsiste quelques bâtiments le long de la route. Une partie des cités est détruite, l'autre est rénovée, comme l'ont été l'église et les écoles.

## La fosse

### Fonçage
La fosse no 8 - 8 bis est entreprise par la Compagnie des mines de Lens au sud-est de Vendin-le-Vieil, près du vieux chemin de Lille, à 2 400 mètres au sud-ouest du clocher d'Annay.
Le puits no 8 est commencé en 1879. L'orifice du puits est situé à l'altitude de 43,35 mètres,. Le niveau est passé à l'aide de deux pompes de 55 centimètres de diamètre, marchant à raison de cinq à six coups par minute. La venue d'eau maximale a été de 2 300 hectolitres à l'heure. Le diamètre utile du puits est de 4,60 mètres. Le terrain houiller est atteint à la profondeur de 145 mètres. Le puits no 8 bis est commencé en même temps à 32 mètres au nord-ouest du premier puits en même temps, mais les travaux ont été poussés plus lentement. Durant le fonçage, les eaux ont été envoyées sur le puits no 8 au moyen d'un sondage qui débouche dans une galerie prise en partant de ce dernier puits. Le diamètre utile du puits est de 4,60 mètres.

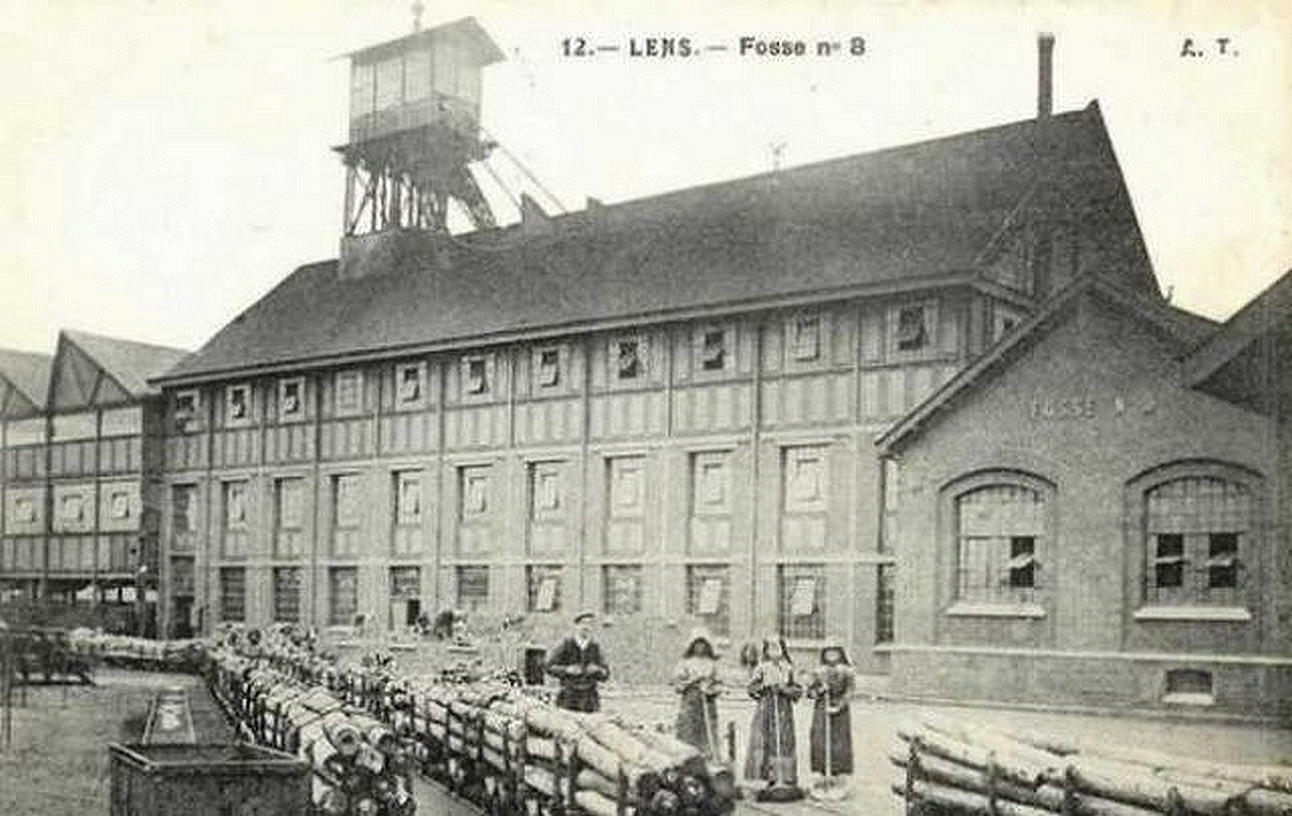
La fosse no 8 - 8 bis avant la guerre.

La fosse est baptisée Saint-Auguste en l'honneur d'Auguste Descamps. La fosse d'aérage no 2 ter, entreprise au début du XXe siècle à Loison-sous-Lens, porte également ce nom,.

### Exploitation
La fosse ouvre après quelques années de travaux. Dans les années 1890, le puits no 8 est profond de 408,20 mètres, et les accrochages sont établis à 208, 291 et 400 mètres de profondeur. Le puits no 8 bis est profond de 300,31 mètres et ses accrochages sont ouverts à 208 et 291 mètres.
La fosse est détruite durant la Première Guerre mondiale. Elle est reconstruite suivant le style architectural des mines de Lens d'après-guerre. Le puits no 8 bis est équipé d'un chevalement en béton armé, alors que le puits no 8 est équipé d'un chevalement métallique. Deux puits alimentaires en eau sont exécutés dans les années 1920, dont le premier en 1920,,.
La Compagnie des mines de Lens est nationalisée en 1946, et intègre le Groupe de Lens. En 1952, ce dernier fusionne avec le Groupe de Liévin pour former le Groupe de Lens-Liévin. L'aérage est également assuré par la fosse no 10 - 10 bis, sise à 3 240 mètres au nord-est, jusque 1958, date à laquelle les puits nos 10 et 10 bis sont remblayés. En 1958 également, la fosse no 8 - 8 bis cesse d'extraire puisqu'elle est concentrée sur la fosse no 2 - 2 bis, sise à Lens, puis sur la fosse no 11 - 19, sise à Loos-en-Gohelle à 4 383 mètres à l'ouest-sud-ouest. Le puits no 8 bis, profond de 302 mètres, est remblayé en 1962, le puits no 8, profond de 620 mètres, est remblayé sept ans plus tard. Le chevalement en béton armé du puits no 8 bis est détruit en 1974.

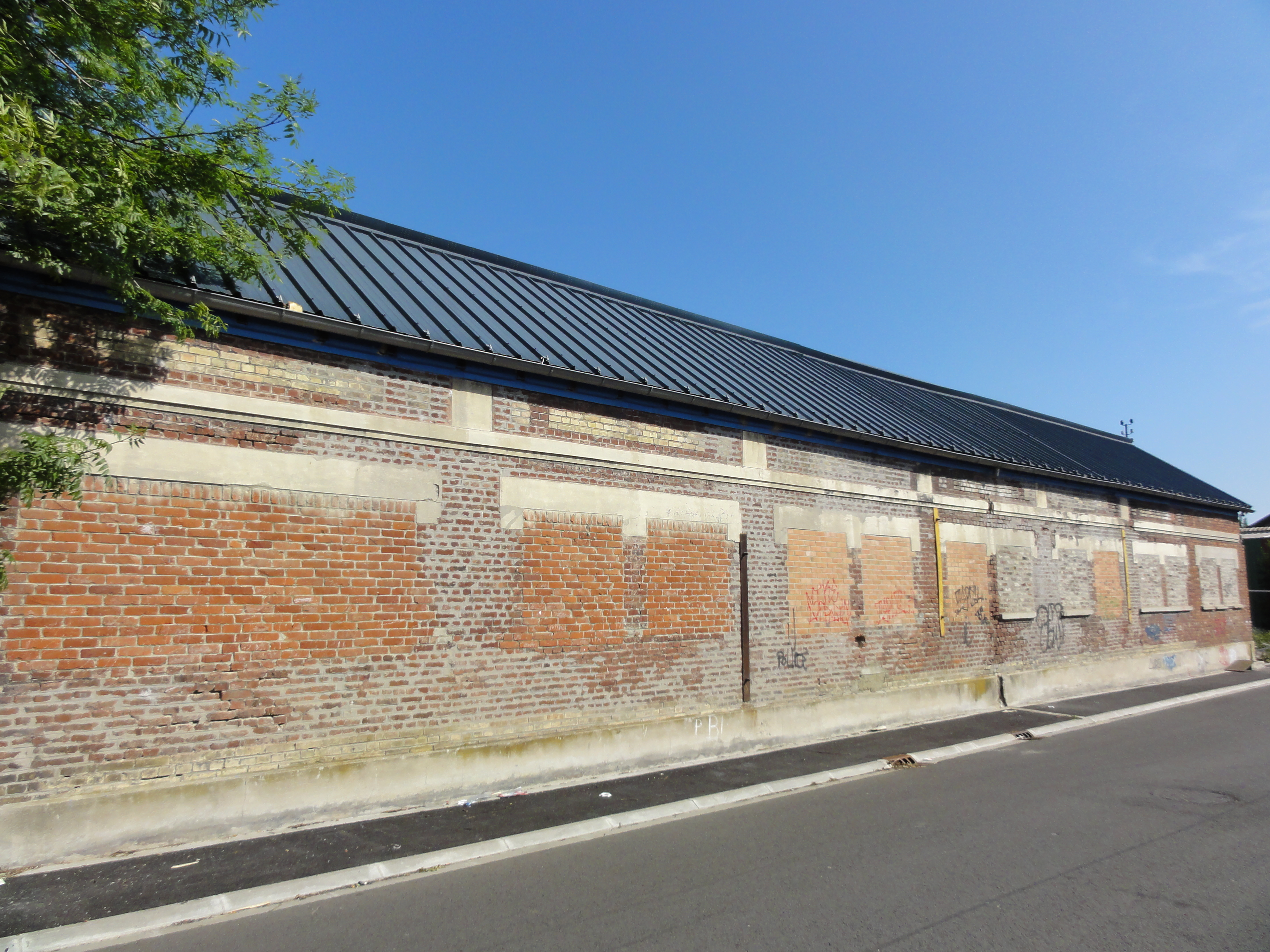
Les garages.
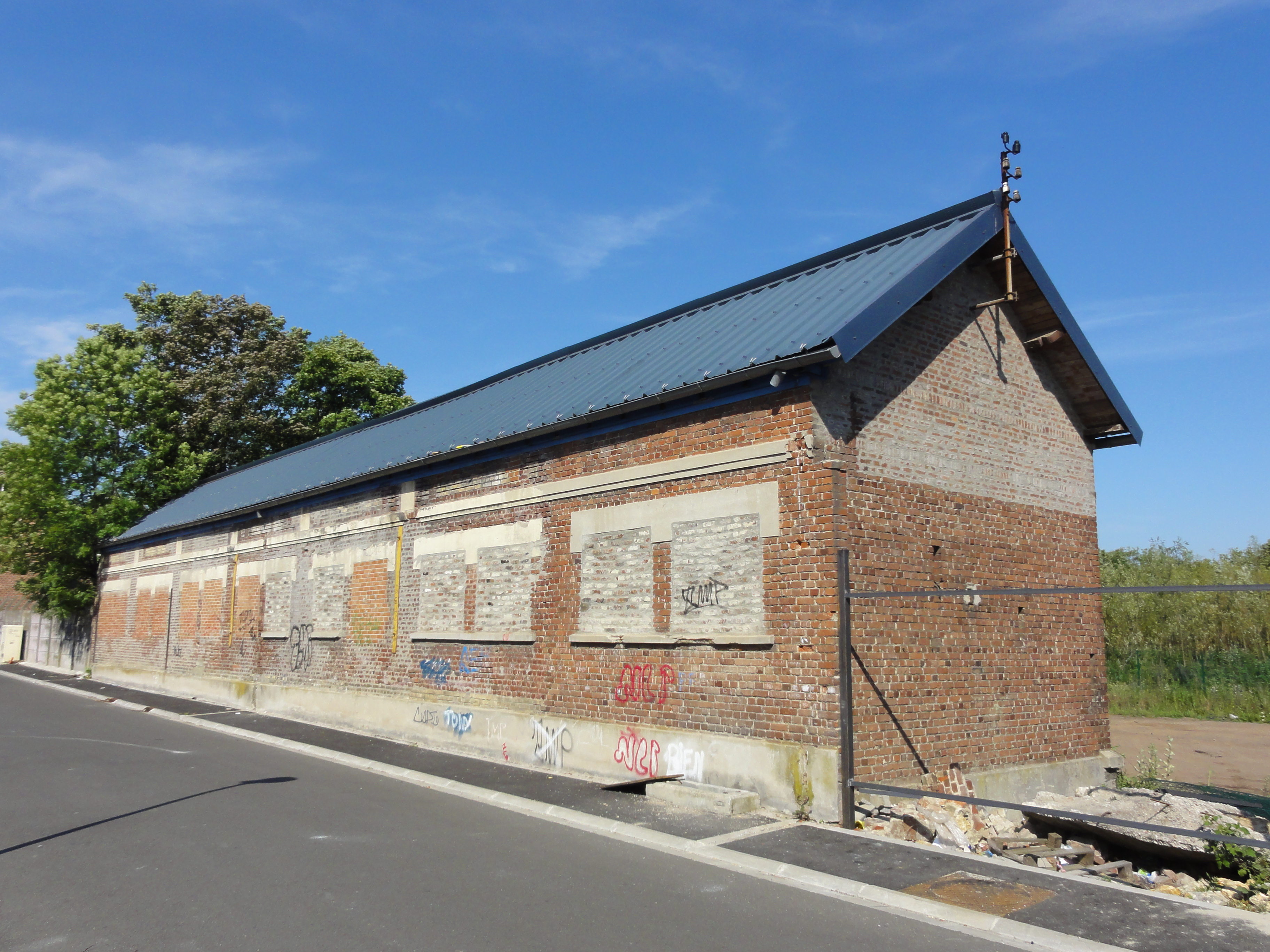
Les garages.
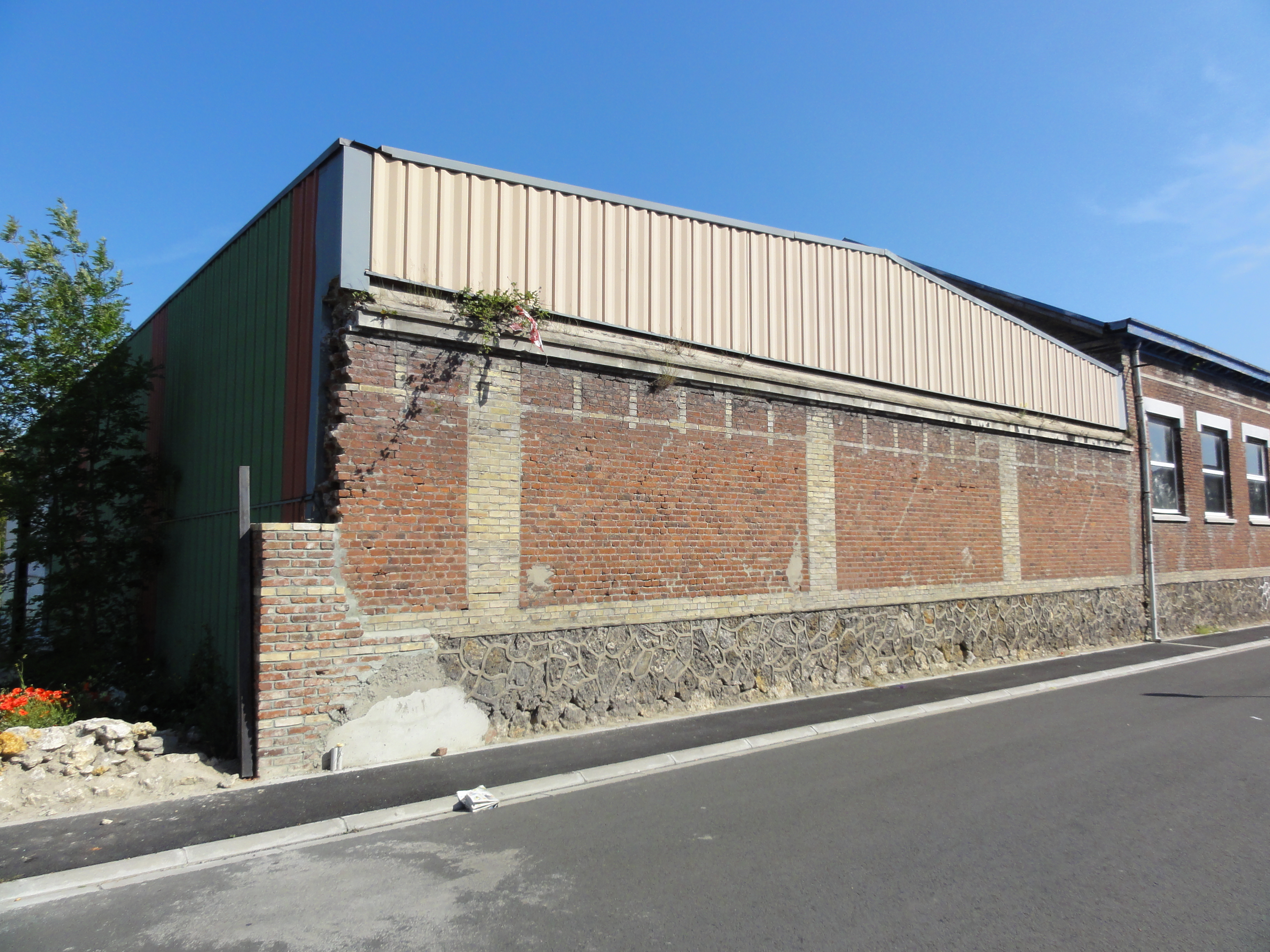
Les ateliers-magasin.
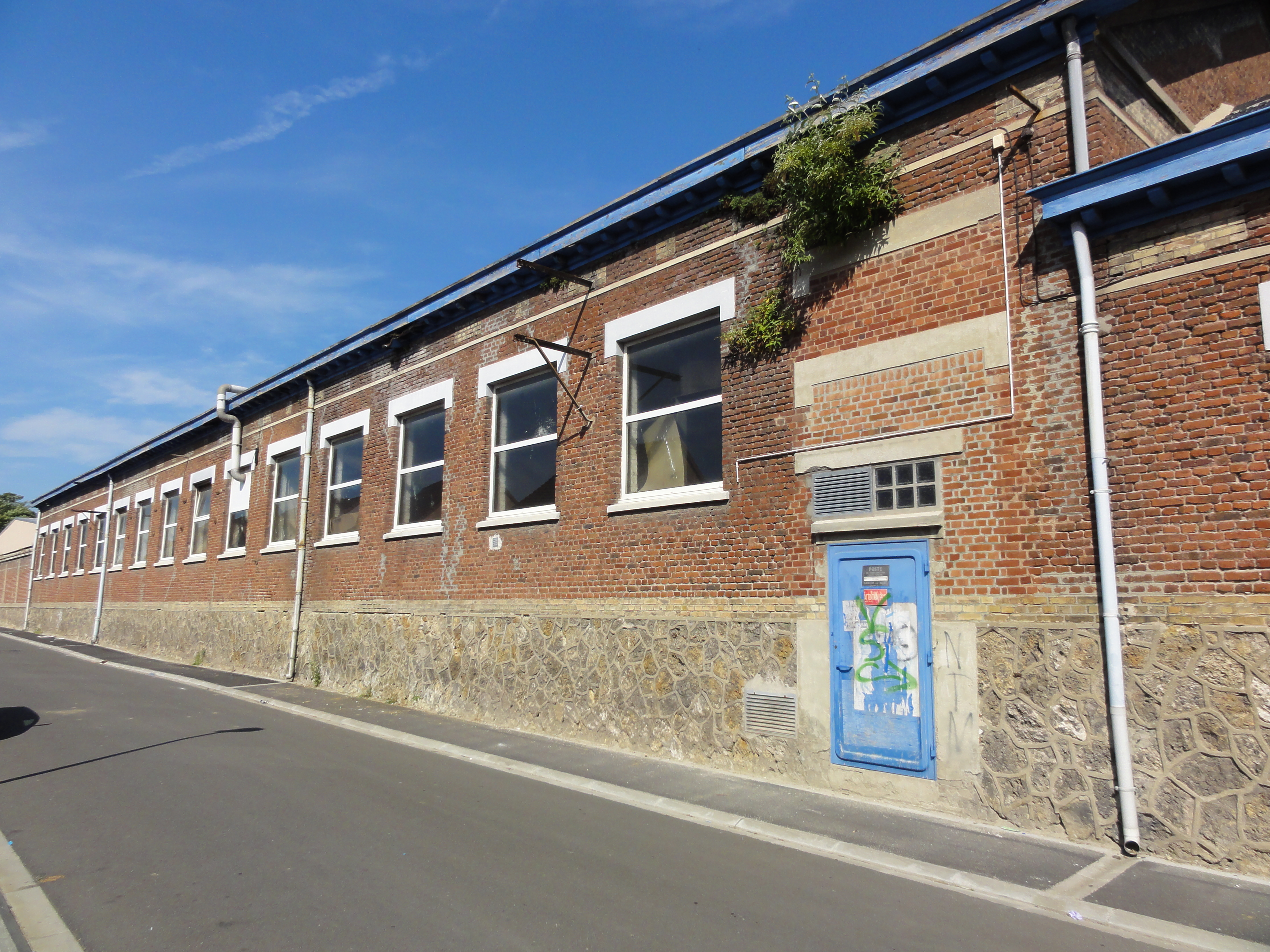
Les ateliers-magasin.
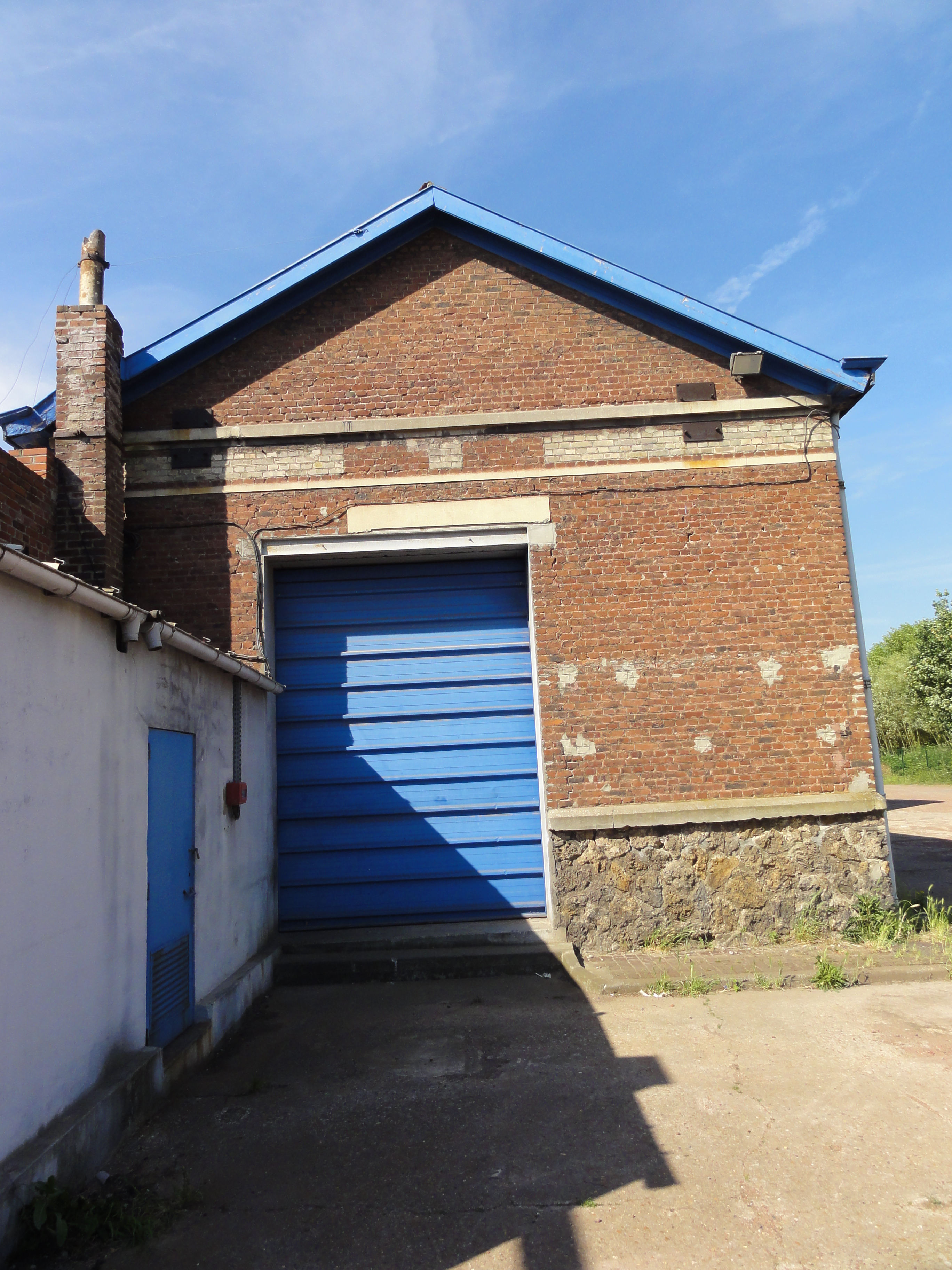
Les ateliers-magasin.

### Reconversion
Au début du XXIe siècle, Charbonnages de France matérialise la tête de puits. Le BRGM y effectue des inspections chaque année. Il subsiste plusieurs bâtiments de la fosse dont les ateliers-magasin, la salle de paye, et les écuries devenues garages.

## Les cités
De vastes cités ont été bâties à proximité de la fosse. Dans les années 2000 et 2010, quelques rues ont été détruites.

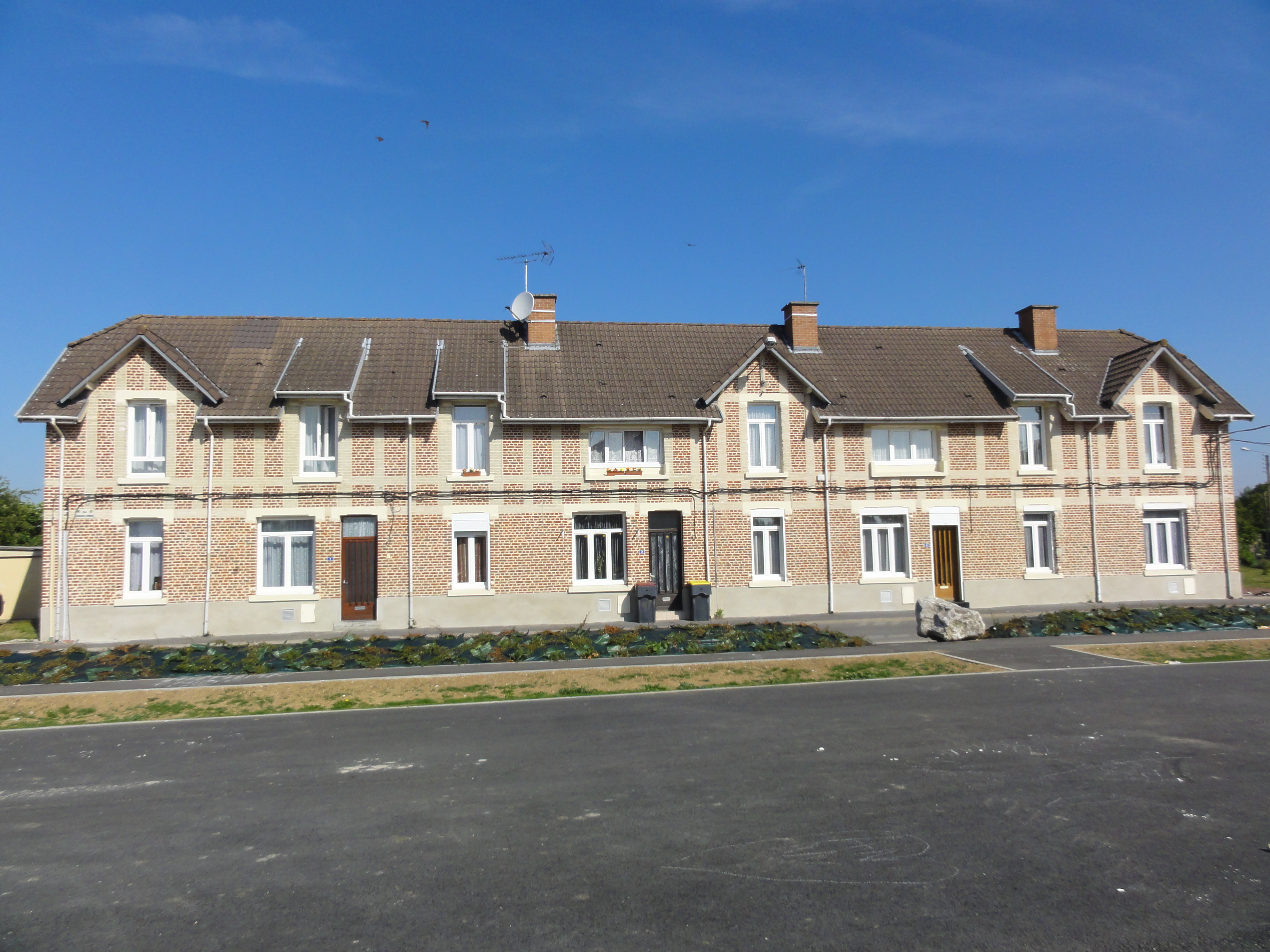
Un coron.
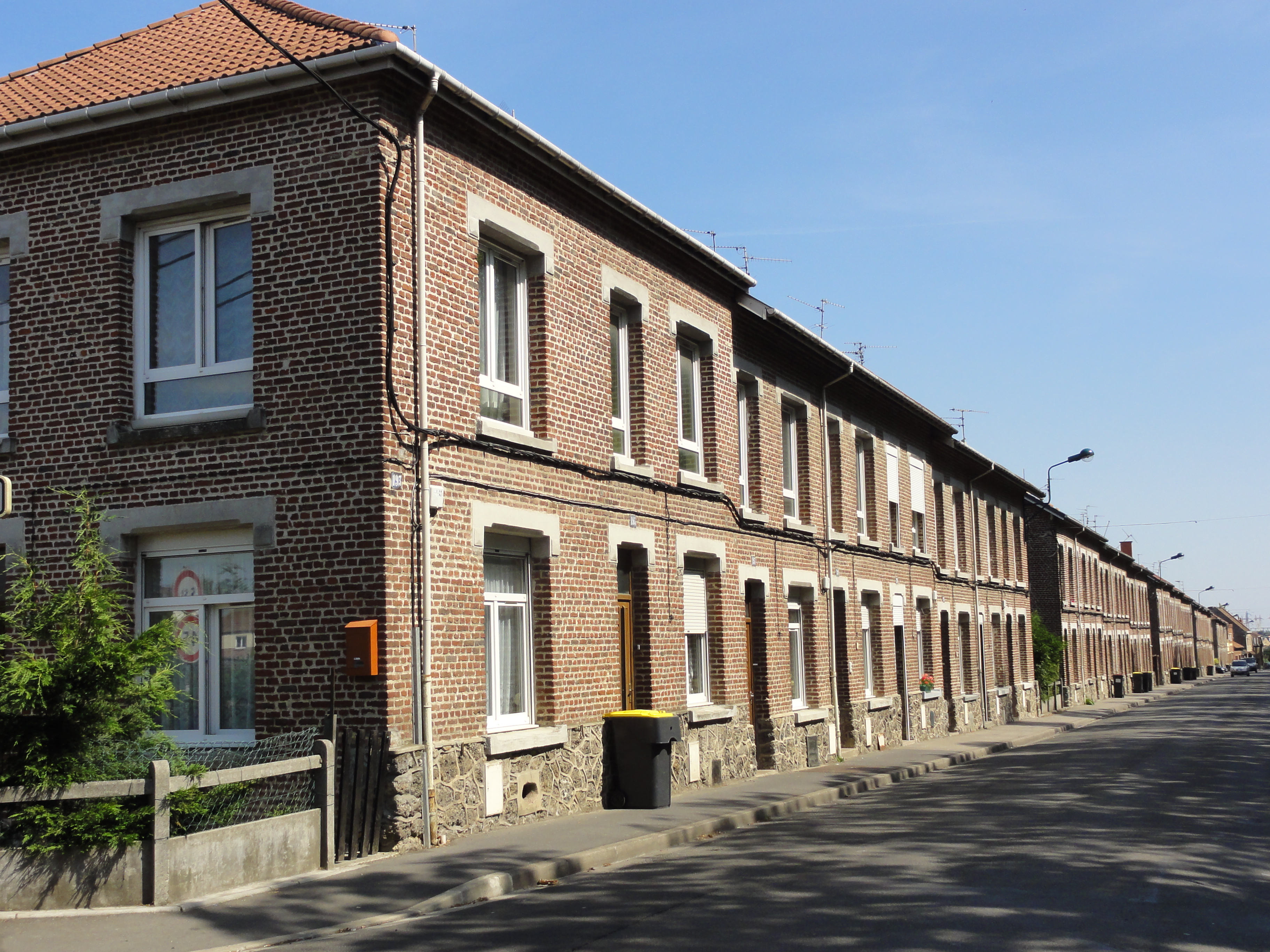
Des corons.
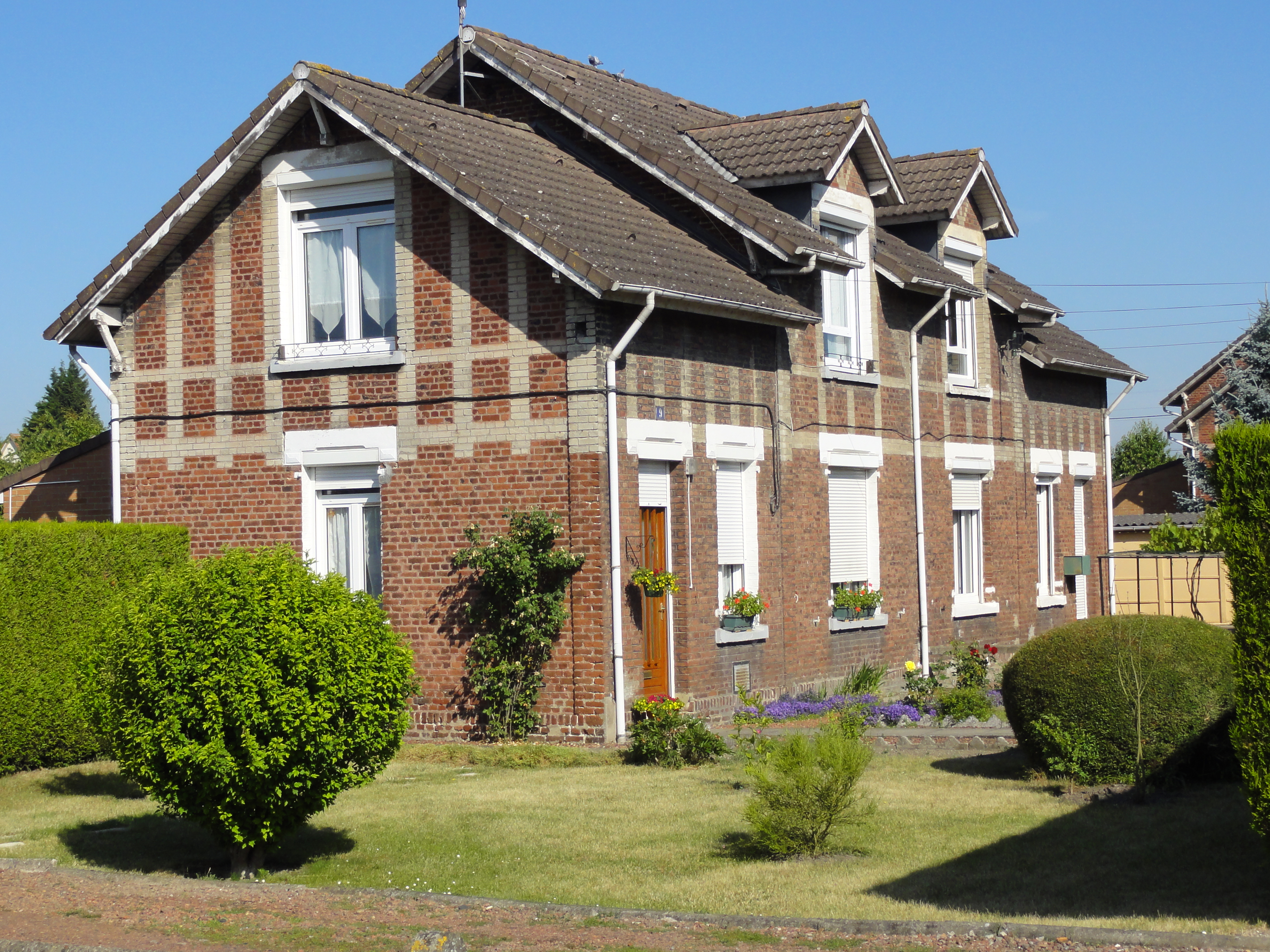
Des habitations groupées par deux.
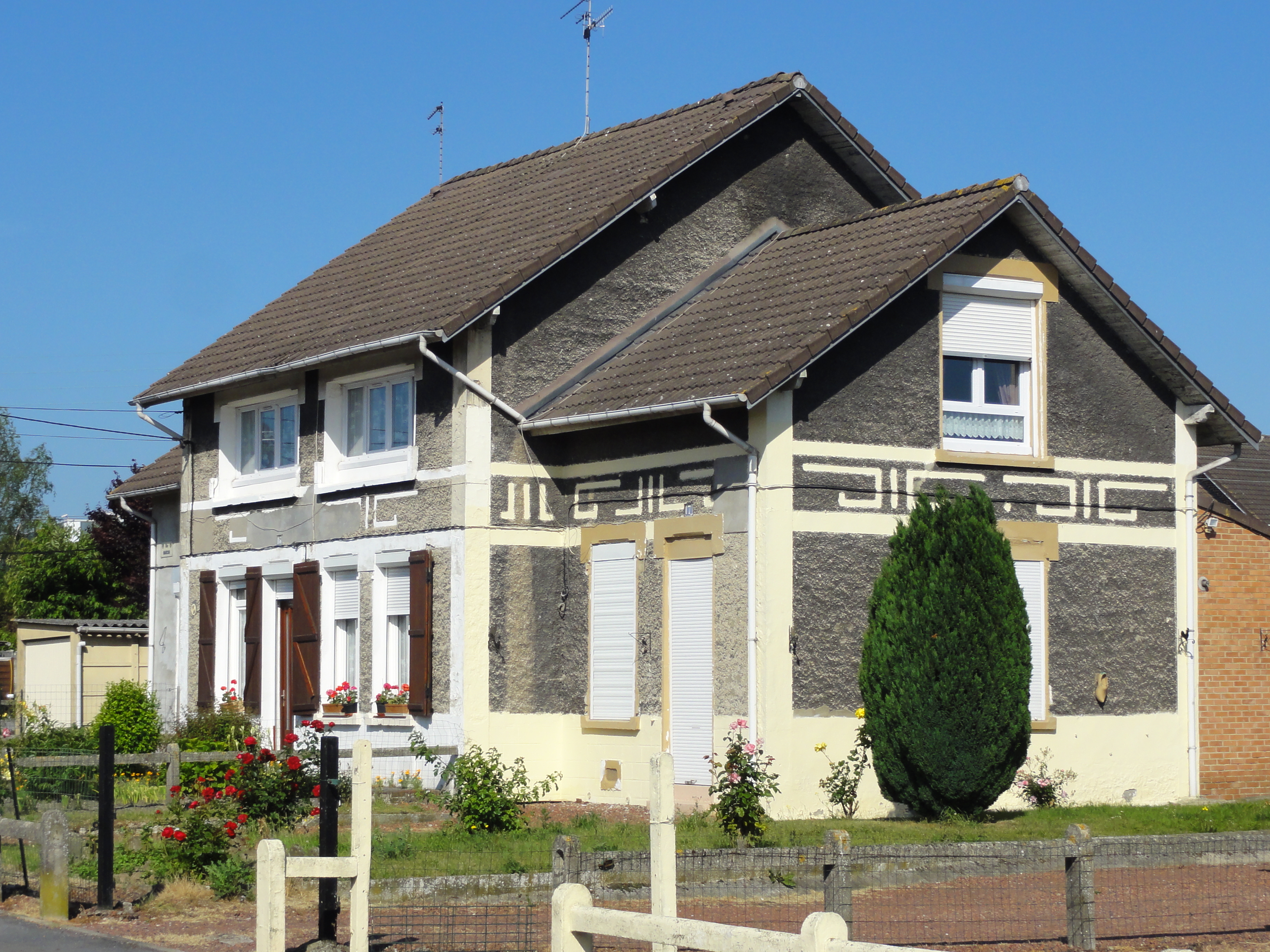
Des habitations groupées par deux.
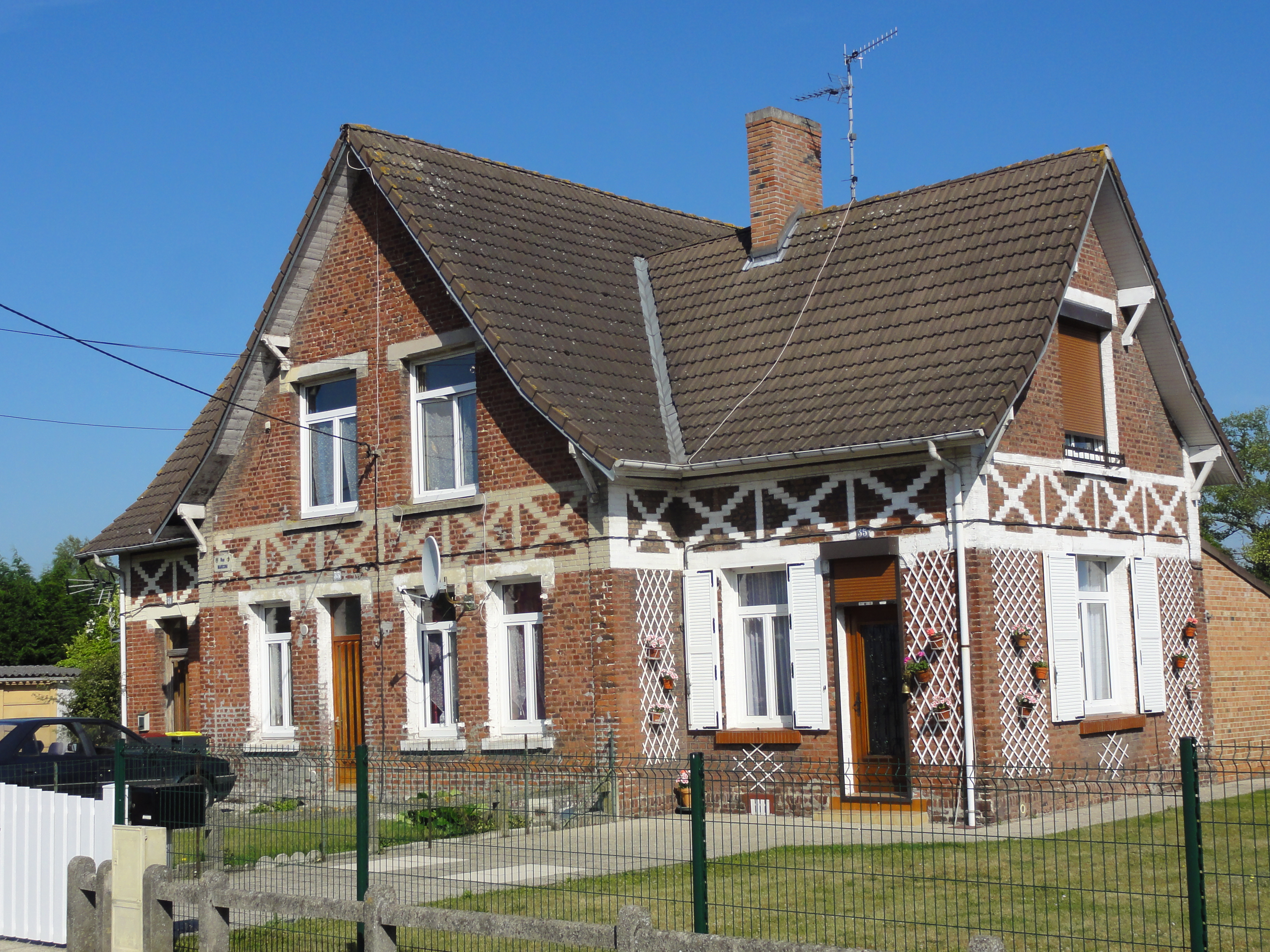
Des habitations groupées par trois.
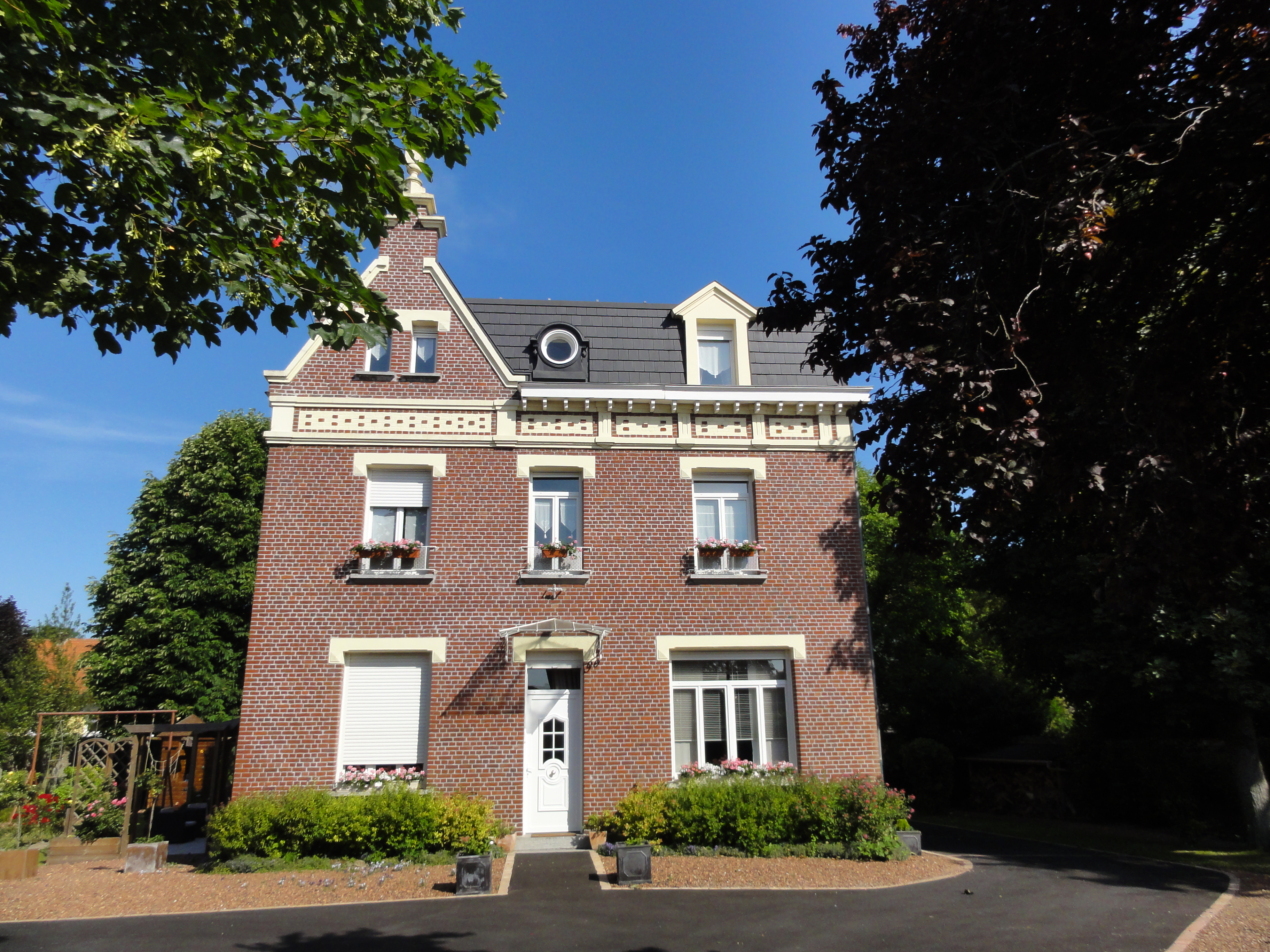
Une habitation d'ingénieur.

### L'église

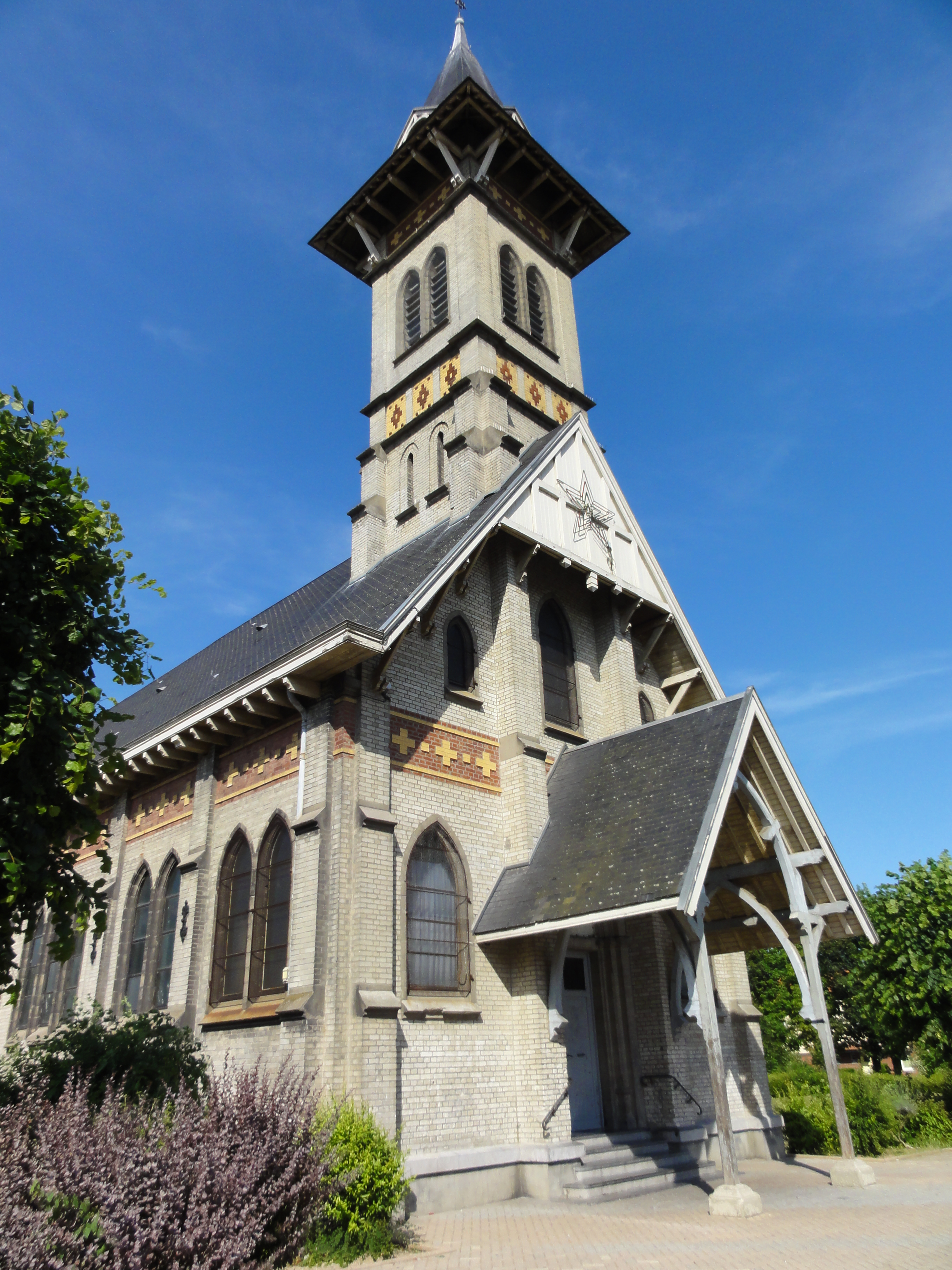
L'église.

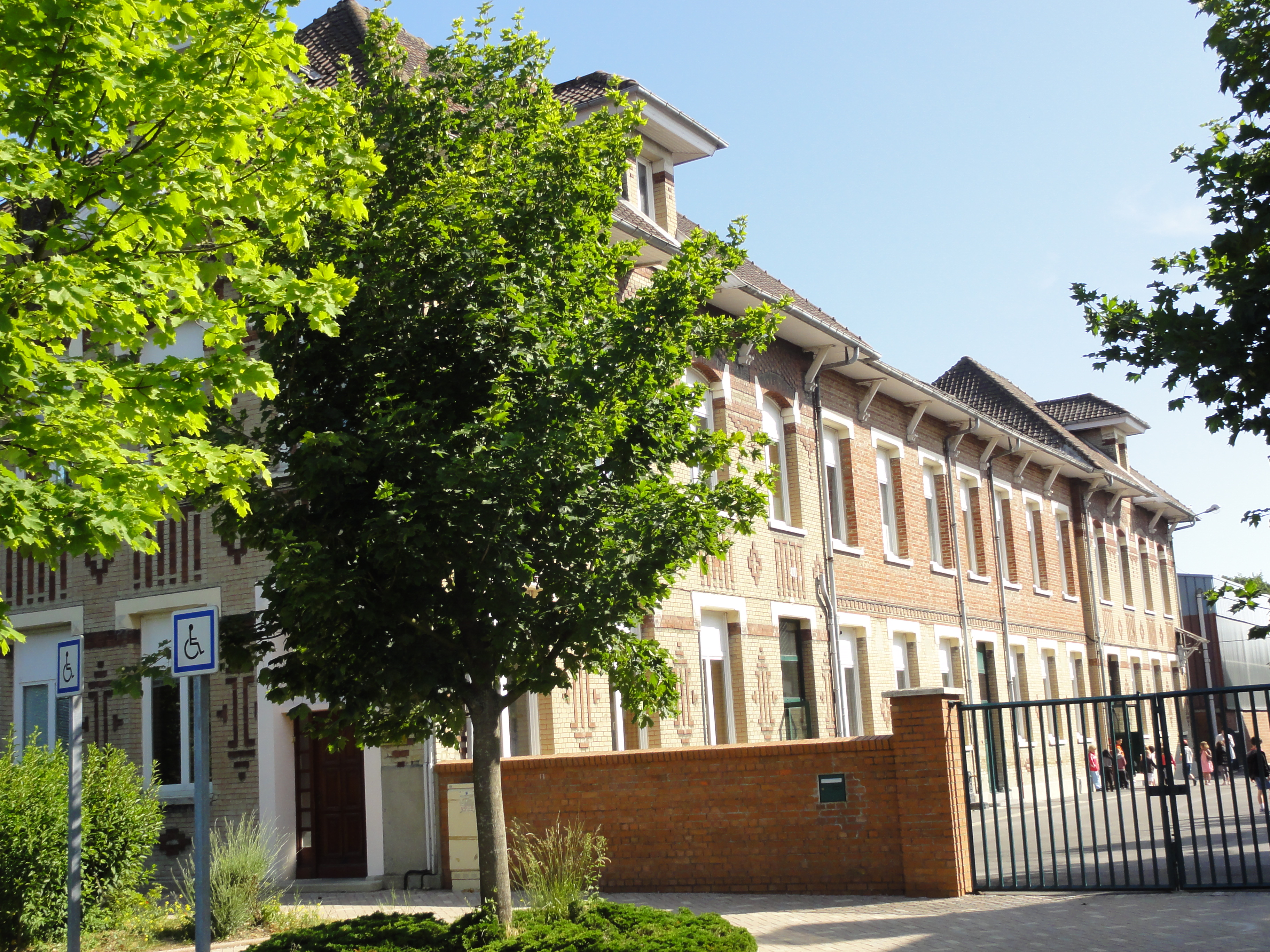
Les écoles.

50° 27′ 03″ N, 2° 50′ 39″ E
L'église Saint-Auguste a été construite au sud de la fosse, près des écoles.

### Les écoles
50° 27′ 06″ N, 2° 50′ 46″ E
Des écoles maternelles et primaires ont été bâties au sud de la fosse.